# Isabel Maddison
Pour les articles homonymes, voir Maddison.
Ada Isabel Maddison (1869–1950) est une mathématicienne britannique connue pour ses travaux sur les équations différentielles.

## Etudes et Formations
Isabel Maddison entre au University College de Cardiff en 1885. Elle a reçu une bourse « Clothworker's Guild » pour étudier au Girton College, Cambridge, où elle s'inscrit en 1889. Une de ses camarades également inscrite à Girton en même temps que Maddison était Grace Chisholm (plus tard Grace Chisholm Young). Maddison assiste à des conférences à l'université de Cambridge par Arthur Cayley, Whitehead et Young. En 1892, Maddison passe l'examen Tripos où elle remporte un First Class degree, équivalant à la vingt-septième Wrangler, mais elle n'a pas été autorisée à recevoir un diplôme, puisqu'à cette époque, les femmes ne pouvaient pas officiellement de recevoir un diplôme à l'université de Cambridge. Au lieu de cela, elle a reçu le diplôme de Baccalauréat en Sciences avec honneurs de l'Université de Londres en 1893. Sa camarade Grace Chisholm a également obtenu une licence dans le même examen Tripos.
En 1892, elle étudie au Bryn Mawr College, où en 1893, elle a obtenu la bourse "Residential Mathematical Fellowship". En 1894, elle est la première étudiante à gagner la bourse européenne « Mary Garrett » de Bryn Mawr pour étudier à l'étranger, qu'elle a utilisée pour étudier à l'Université de Göttingen afin d'assister à des conférences de Felix Klein et David Hilbert. Elle a obtenu son Doctorat de Bryn Mawr en 1896 sous la direction de Charlotte Scott, qui fut la première femme à obtenir une licence à l'université de Cambridge, en 1880. La thèse de Maddison est intitulée Singular solutions of differential equations of the first order in two variables and the geometric properties of certain invariants and covariants of their complete primitives.
Sur recommandation de Cayley, Scott est nommée à Bryn Mawr et elle devient le premier chef du Département de Mathématiques de  Bryn Mawr. Après que Maddison a terminé ses études à Cambridge, en 1892, elle a reçu une bourse qui lui a permis de passer l'année 1892-93 au Bryn Mawr College où elle entreprend des recherches avec Scott.

## Carrière
Maddison, comme Scott, s'est intéressée à l'algèbre linéaire, grâce à l'influence de Cayley à Cambridge. Lorsqu'elle entre au Bryn Mawr College, Maddison a continué à travailler sur ce sujet, mais plus tard, conseillée par Scott, elle a commencé à travailler sur les solutions singulières des équations différentielles. Même si elle avait obtenu l'équivalent d'un diplôme de l'université de Cambridge, Maddison n'avait toujours pas de diplôme donc elle a passé les examens externes de l'Université de Londres en 1893 qui lui a permis d'obtenir un baccalauréat en sciences avec honneurs. Grâce à diverses bourses, elle peut étudier, notamment à Göttingen en Allemagne. Elle y rencontra de nouveau Grace Chisholm, qui étudie pour son doctorat sous la direction de Klein. Maddison assiste à des conférences données par Klein, Hilbert, et Burkhardt au cours de son année à Göttingen, où elle a joué un rôle à part entière dans l'atmosphère mathématique passionnante du département.
Elle a continué à travailler à Bryn Mawr, où elle a enseigné et effectué son travail administratif.
En 1895, Maddison retourne au Bryn Mawr College pour prendre le poste d'adjointe au président du College, M. Carey Thomas. Jusqu'en 1902, M. Carey Thomas occupe à la fois le poste de doyen et de président, ainsi Maddison a une vie bien remplie en étant son assistante. C'est un poste qui a pris tellement de temps qu'elle était incapable de poursuivre la recherche en mathématiques, mais elle a terminé son doctorat sous la supervision de Scott.
La même année où elle a obtenu un Doctorat en 1896, elle est nommée maître de conférences en Mathématiques à Bryn Mawr. Son article On certain factors of c- and p-discriminants and their relations to fixed points in the family of curves qu'elle a publié dans le Journal de Mathématiques Pures et Appliquées est basé sur sa thèse de doctorat et elle a reçu le Prix Gambel. Elle a également publié une traduction en anglais de l'adresse de Klein dans le Bulletin de l'American Mathematical Society en 1896 et dans le Bulletin de 1897, une Note on the History of the Map Coloring Problem.
En 1904, elle est nommée à la fois professeure adjointe et assistante du président. Elle met en place une dotation de 10 000 $ à la mémoire de Martha Thomas pour être utilisée comme fonds de pension pour le personnel administratif de Bryn Mawr. Elle a également mis en place une liste complète de cours à l'université ouverts aux femmes à la fois dans les universités britanniques et canadiennes. 
Maddison est restée à Bryn Mawr, jusqu'à sa retraite en 1926.
Après que Maddison a pris sa retraite, elle retourne en Angleterre pour un temps, mais revient plus tard à la Pennsylvanie, où elle passe du temps à écrire de la poésie, plutôt que des mathématiques. Selon ses volontés, elle donne une forte somme d'argent en mémoire de M. Carey Thomas, décédé en 1935, pour être utilisé comme fonds de pension pour les personnels non-membres de la faculté à Bryn Mawr. Dans un hommage rendu par le conseil d'administration après sa mort, elle a été reconnue pour « sa douceur naturelle, son amour de la jeunesse, et sa sensibilité. ».

## Distinctions
En 1897, elle est élue membre de l'American Mathematical Society ainsi que comme membre à vie de la London Mathematical Society. Elle est également membre des Daughters of the British Empire.